# Caojia (socken i Kina, Sichuan, lat 29,85, long 104,08)
Caojia (kinesiska: 曹家乡, 曹家) är en socken i Kina. Den ligger i provinsen Sichuan, i den sydvästra delen av landet, omkring 90 kilometer söder om provinshuvudstaden Chengdu.
Genomsnittlig årsnederbörd är 1 348 millimeter. Den regnigaste månaden är juli, med i genomsnitt 306 mm nederbörd, och den torraste är december, med 13 mm nederbörd.